# بورتو سيرانو
بلدية بورتو سيرانو (بالإسبانية: Puerto Serrano)‏، هي إحدى بلديات مقاطعة قادس, التي تقع في منطقة الأندلس جنوب إسبانيا.
يبلغ عدد سكانها 6.721 نسمة وفقاً لإحصائية سنة (2002).

## أعلام
- لويس ميغيل سانشيز بينيتيز
- سيرجيو كاراسكو